# Vicio Latino
Vicio Latino fue un grupo musical madrileño formado en 1983 que tenía tras de si a los productores Miguel Ángel Arenas "Capi" y Pedro Vidal, también conocido como RT.1, Mr. Backer o Dj Ventura.
En 1983 editan un sencillo con Epic con el tema ¿Qué me pasa, qué me pasa?, que también tuvo su versión en 12", que incluía el mismo tema con dos versiones diferentes.
Al año siguiente, en 1984, de nuevo de la mano de Epic, y grabado en los estudios Doublewtronics, aparece un nuevo sencillo con los temas ¿Sabes qué hora es? y Horario disco, al que se le añade una nueva versión de ¿Sabes qué hora es? (versión casual) en el formato Maxi, en el que aparece la colaboración estelar del prestigioso guitarrista Raimundo Amador.

## Discografía
- ¿Qué me pasa, qué me pasa? (1983)
- ¿Sabes qué hora es? (1984)